# Žanna Haradzeckaja
Žanna Vasil'eŭna Haradzeckaja (in bielorusso Жанна Васільеўна Гарадзецкая?; Vicebsk, 11 ottobre 1979) è un'ex cestista bielorussa.

## Carriera
Con la Bielorussia ha disputato i Campionati europei del 2013.